# قطعنامه ۱۴۰۸ شورای امنیت
قطعنامه ۱۴۰۸ شورای امنیت سازمان ملل متحد که در تاریخ ۰۶ مه ۲۰۰۲ تصویب شد، سندی بین‌المللی دربارهٔ بررسی وضعیت در لیبریا است. این قطعنامه طی نشست ۴۵۲۶ام با ۱۵ رای موافق، ۰ مخالف و ۰ ممتنع تصویب شد.